# アイルランド国立交響楽団
RTÉ国立交響楽団（RTÉこくりつこうきょうがくだん、RTÉ National Symphony Orchestra）は、アイルランド放送協会（Radio Telefís Éireann、略称RTÉ）に所属し、アイルランドの首都ダブリンを本拠地とするオーケストラである。アイルランド国立交響楽団（National Symphony Orchestra of Ireland）の名称も多く使われている。

## 概要
1948年に、ダブリンの国立放送（現在のRTÉ）所属の弦楽器奏者や軍楽学校の吹奏楽団によって構成されていたダブリン・フィルハーモニー協会（Dublin Philharmonic Society）を発展させる形で創設された。中立国だったために第二次世界大戦の大規模な戦火から逃れたアイルランドには、経済的に疲弊していたヨーロッパ各国から音楽家が集まっていたことから、楽団員の獲得は容易だったようである。
こうして設立されたアイルランド放送交響楽団（Radio Éireann Symphony Orchestra）は、しばらくの間常任の指揮者を置かず、ジャン・マルティノン（初公演の指揮を担当）やハンス・シュミット＝イッセルシュテットら著名な指揮者を客演に招いていたが、1953年からはミラン・ホルヴァートが首席指揮者に就任し、1961年までの任期を務めた。同時期、放送局のテレビ放送開始をきっかけにRTÉ交響楽団（RTÉ Symphony Orchestra）に改称。その後はティボール・パウル、アルベルト・ローゼンが長きにわたって首席指揮者を務めた。
1981年、ダブリンに現在の本拠地である国立コンサート・ホールが完成。1989年には楽団の規模を拡大させた上、国立（National）を冠した現在名となった。この時期の首席指揮者にはブライデン・トムソン、ヤーノシュ・フュルスト、ジョージ・ハーストらがいる。2000年以降はゲルハルト・マルクソンが8年間の任期を務めた後、2010年からカザフスタン出身の若手指揮者アラン・ブリバエフが首席指揮者に就任している。また、2012年にはアイルランド共和国大統領マイケル・D・ヒギンズがオーケストラ唯一の後援者となることを発表した。
音源は廉価版レーベルのナクソスの他、RTÉ lyric fmから自国作曲家の作品集が多数発売されている。

## 歴代首席指揮者
- ミラン・ホルヴァート （1953年 - 1961年）
- ティボール・パウル （1961年 - 1967年）
- アルベルト・ローゼン （1969年 - 1981年）
- コールマン・ピアース （1981年 - 1983年）
- ブライデン・トムソン （1984年 - 1987年）
- ヤーノシュ・フュルスト （1987年 - 1989年）
- ジョージ・ハースト （1990年 - 1994年）
- カスパー・デ・ロー （1994年 - 1998年）
- アレクサンドル・アニシモフ （1998年 - 2001年）
- ゲルハルト・マルクソン （2001年 - 2009年）
- アラン・ブリバエフ （2010年 - 2016年）
- ハイメ・マルティン (2019年 - 2024年)